# Megan Moulton-Levy
Megan Moulton-Levy (* 11. März 1985 in Grosse Pointe) ist eine ehemalige US-amerikanische Tennisspielerin, die bis 2007 für Jamaika antrat.

## Karriere
Moulton-Levy, die Hartplätze bevorzugt, begann im Alter von drei Jahren mit Tennisspielen. In ihrer Profilaufbahn konnte sie auf ITF-Turnieren einen Einzel- und zehn Doppeltitel gewinnen. Auf der WTA Tour sicherte sie sich im April 2014 in der Doppelkonkurrenz von Monterrey ihren ersten Titelgewinn. Ab Februar 2010 trat sie auf Profiebene nur noch im Doppel und im Mixed an.
Für die jamaikanische Fed-Cup-Mannschaft spielte sie in den Jahren 2003 und 2004 insgesamt 14 Partien; dabei konnte sie sechs Siege im Einzel und vier im Doppel (bei jeweils zwei Niederlagen) verbuchen.
Nach den Australian Open 2015 bestritt Moulton-Levy bis zum Doppelwettbewerb der Australian Open im Januar 2017 kein Turnier mehr bestritten. Dort erreichte sie an der Seite von Lauren Davis die zweite Runde. Sie bestritt noch zwei weitere Turniere im Jahresverlauf, ehe sie endgültig inaktiv wurde.

## Turniersiege

### Doppel
| Nr. | Datum         | Turnier   | Kategorie         | Belag     | Partnerin    | Finalgegnerinnen            | Ergebnis          |
| --- | ------------- | --------- | ----------------- | --------- | ------------ | --------------------------- | ----------------- |
| 1   | 6. April 2014 | Monterrey | WTA International | Hartplatz | Darija Jurak | Tímea Babos Wolha Hawarzowa | 7:65, 3:6, [11:9] |

## Abschneiden bei Grand-Slam-Turnieren

### Doppel
| Turnier         | 2011 | 2012 | 2013 | 2014 | 2015 | 2017 | Karriere |
| --------------- | ---- | ---- | ---- | ---- | ---- | ---- | -------- |
| Australian Open | —    | —    | 2    | 1    | 1    | 2    | 2        |
| French Open     | —    | —    | 2    | 1    | —    | —    | 2        |
| Wimbledon       | 1    | 1    | 2    | 1    | —    | —    | 2        |
| US Open         | —    | 1    | 2    | 2    | —    | 1    | 2        |